# Feminizm proseksualny

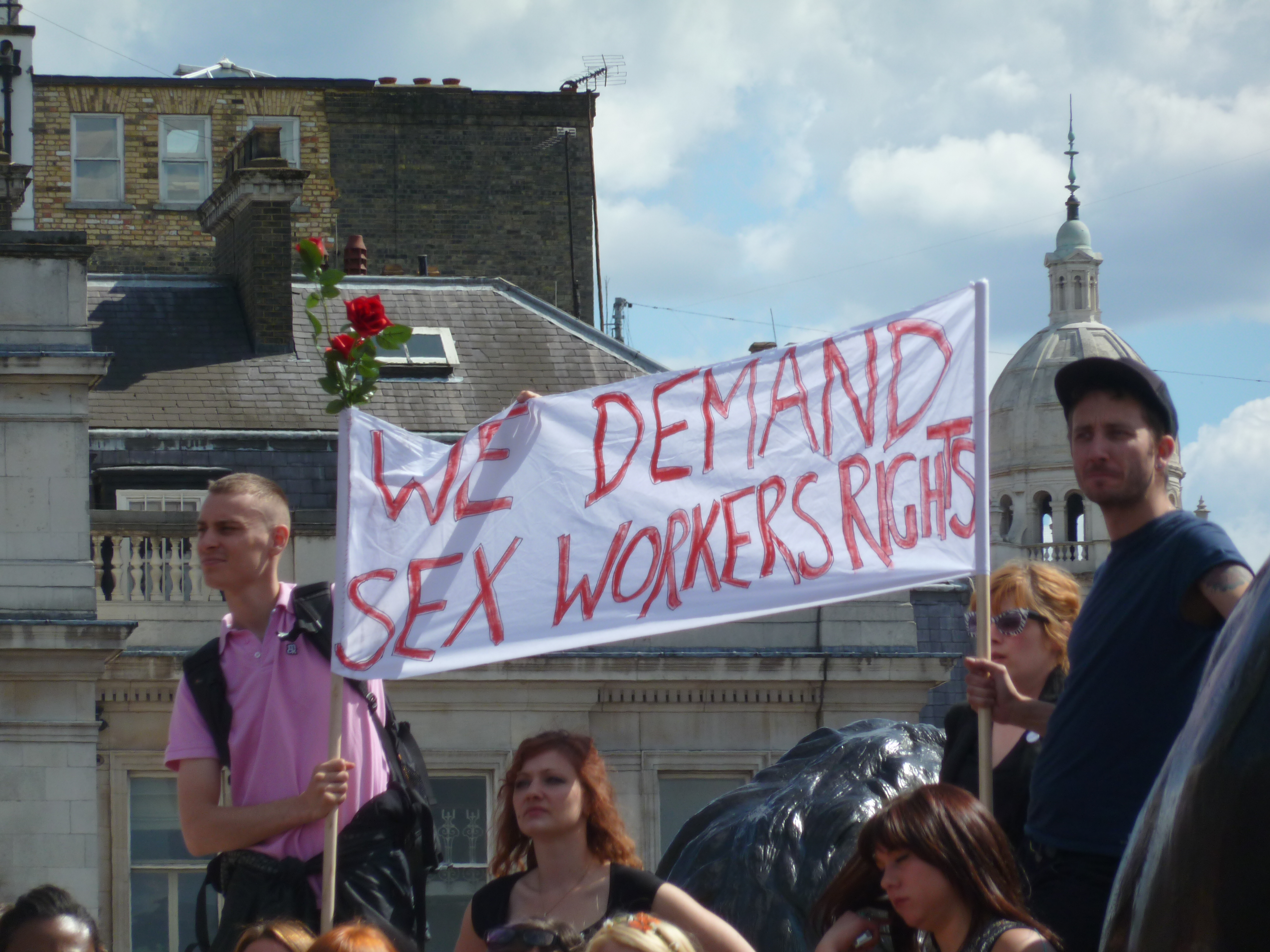
Demonstranci praw pracownic seksualnych na feministycznym, pozytywnie nastawionym do seksu londyńskim SlutWalk, 2011 r.

Feminizm proseksualny (ang. pro-sex feminism) - nurt w feminizmie, którego powstanie datuje się na początek lat 80. XX wieku. Niektóre feministki zaangażowały się w feminizm proseksualny w odpowiedzi na wysiłek feministek antypornograficznych, takich jak Catharine MacKinnon, Andrea Dworkin, Robin Morgan i Dorchen Leidholdt, by uczynić pornografię głównym czynnikiem wyjaśniającym dyskryminację kobiet. Ten okres intensywnej debaty i konfliktu pomiędzy feministkami proseksualnymi i antypornograficznymi, nazywa się często "feministycznymi wojnami seksualnymi". Część proseksualnych feministek zaangażowała się w ruch nie w opozycji do innych feministek, lecz by odpowiedzieć na to, co postrzegały jako patriarchalną kontrolę seksualności. Autorki (i autorzy), które można sklasyfikować jako przedstawicielki feminizmu proseksualnego to Camille Paglia, Ellen Willis, Kathy Acker, Susie Bright, Patrick Califia, Gayle Rubin, Carol Queen, Annie Sprinkle, Avedon Carol, Tristan Taormino, Rachel Kramer Bussel i Betty Dodson, którą można uważać za pionierkę ruchu.

## Główne założenia
Feminizm proseksualny koncentruje się na przekonaniu, że wolność seksualna jest nieodłączonym komponentem wolności kobiet. Dlatego feministki proseksualne sprzeciwiają się prawnym i społecznym naciskom na kontrolowanie dobrowolnej aktywności seksualnej pomiędzy świadomymi osobami dorosłymi, niezależnie od tego czy naciski te wychodzą ze strony rządu, innych feministek, antyfeministów czy innych instytucji. Feminizm proseksualny włącza inne mniejszościowe grupy seksualne, doceniając wartość budowania koalicji członkiń i członków grup, na których seksualność nakłada się lub próbuje się nałożyć restrykcje. Feminizm proseksualny jest powiązany z ruchem wyzwolenia seksualnego.
Gayle Rubin następująco podsumowuje konflikt wokół seksu w feminizmie:
...Istnieją dwa nurty myśli feministycznej dotyczące tej kwestii. Pierwszy nurt krytykuje ograniczania nakładane na aktywność seksualną kobiet i wskazywał na wysokie koszty narzucane kobietom za prowadzenie przez nie aktywności seksualnej. Ta tradycja seksualnej myśli feministycznej, wzywa do seksualnego wyzwolenia, które przyczyni się zarówno do dobrostanu kobiet jak i mężczyzn. Drugi nurt uważa wyzwolenie seksualnie za zwykłe poszerzenie uprzywilejowania mężczyzn. Ta tradycja współbrzmi z konserwatywnym, antyseksualnym dyskursem. 
 Ruch feminizmu proseksualnego jednoczy m.in. osoby zaangażowane w ruch przeciwny cenzurze, ruch LGBT, akademiczki zorientowane feministycznie, osoby produkujące erotykę i pornografię (choć nie wszystkie z nich są zarówno feministkami jak i osobami popierającymi wyzwolenie seksualne). Feministki proseksualne sprzeciwiają się demonizacji męskiej seksualności, którą przypisują wielu radykalnym feministkom, a zamiast tego afirmują pełny zakres ludzkiej seksualności. Argumentują, że patriarchat ogranicza ludzką aktywność seksualną i popierają stworzenie wszystkim ludziom, niezależnie od ich gender, większych szans z korzystania z wolności seksualnej. Feministki proseksualne w większości sprzeciwiają się esencjalizmowi seksualnemu, definiowanemu przez Rubin jako "tezę, iż seksualność jest naturalną siłą, istniejącą uprzednio wobec życia i instytucji społecznych". Płeć i orientację seksualną widzą raczej jako konstrukt społeczno-kulturowy, w dużej mierze warunkowany przez społeczeństwo.
Feministki proseksualne są głęboko sceptyczne wobec wszelkich ograniczeń praw seksualnych, motywowanych zabezpieczaniem interesów kobiet. Niektóre z nich widzą wyzwolenie seksualne kobiet jako główny motyw stojący za ruchem kobiecym. Według Naomi Wolf "Orgazm jest cielesnym wezwaniem do polityki feministycznej".